# Under the Sign of the Black Mark
Under the Sign of the Black Mark es el tercer álbum de Bathory. A pesar de que difícilmente puede clasificarse fuera del black metal, varias canciones, especialmente "Enter the Eternal Fire", empiezan a acercarse más al terreno épico. "Woman of Dark Desires" es un tributo a la inspiradora del nombre de la banda, Isabel Báthory, además de ser una de las canciones más reconocidas de sus primeros trabajos. Varios lo consideran el primer álbum de Black Metal jamás publicado siendo clave en el desarrollo del género, influenciado de manera trascendental a los artistas noruegos en los 90.

## Recepción y legado
Eduardo Rivadavia de AllMusic escribió que el álbum "sigue siendo un punto culminante de su carrera para Bathory, y un LP crucial para todos los amantes del Metal extremo". Fenriz de Darkthrone lo llamó "el álbum de black metal por excelencia". También lo citó como una inspiración musical para el álbum de 1995 Darkthrone Panzerfaust, además de Morbid Tales de Celtic Frost y el demo Necrolust de Vader.
Sobre el impacto del álbum, Daniel Ekeroth, autor del libro Swedish Death Metal, comentó en una entrevista con la revista Decibel en 2012: "Incluso para los estándares de Bathory, esta fue una obra maestra, a la par de Bonded by Blood y Reign in Blood. Las canciones fueron perfeccionadas, y el sonido era más atmosférico y extraño que antes. Bathory ahora era la más extrema y una de las mejores bandas de metal ".
En 2017, Rolling Stone clasificó a Under the Sign of the Black Mark en el puesto 81 en su lista de 'Los 100 mejores álbumes de metal de todos los tiempos'.
Phil Anselmo de Pantera realizó un cover de la canción Massacre con su banda Scour.
La canción Call From The Grave apareció en el videojuego de 2009 Grand Theft Auto IV: The Lost and Damned, hasta 2018, cuando la canción fue removida en el parche 1.0.8.0 debido al vencimiento de la licencia.

## Lista de canciones
1. "Nocturnal Obeisance (Intro)" – 1:28
2. "Massacre" – 2:38
3. "Woman of Dark Desires" – 4:06
4. "Call from the Grave" – 4:35
5. "Equimanthorn" – 3:41
6. "Enter the Eternal Fire" – 6:57
7. "Chariots of Fire" – 2:46
8. "13 Candles" – 5:17
9. "Of Doom" - 3:44
10. "(Outro)" – 0:25

## Integrantes
- Quorthon: vocalista, guitarra, bajo, sintetizador
- Paul Pålle Lundburg: batería

- Datos: Q367235